# 慎政郡
慎政郡，中国南北朝时设置的郡。
北周改苌和郡置慎政郡，治所在南商县（今陕西商南县西皂角铺），隶属于商州，下辖南商县、长利县二县。隋文帝开皇三年（583年）废慎政郡，一说北周末年就废除。